# Antonio Pennacchi
Pour les articles homonymes, voir Pennacchi.
Antonio Pennacchi (né le 26 janvier 1950 à Latina et mort dans la même ville le 3 août 2021) est un écrivain et un ancien ouvrier italien. En 2010, il remporte le  prix Strega pour Canale Mussolini (Mondadori).

## Biographie
Antonio Pennacchi est le fils de colons venus participer à la mise en valeur des Marais pontins, son père étant originaire d'Ombrie et sa mère de Vénétie. Il a grandi dans une famille nombreuse, avec six frères et sœurs. Alors que ces derniers sont engagés à gauche et que son père est plutôt démocrate-chrétien, il milite très activement durant l'adolescence au Mouvement social italien, dont il dira avoir été exclu pour extrémisme néo-fasciste. De là, il bascule progressivement vers l'extrême-gauche et adhère à l'organisation maoïste « Union des communistes italiens (marxistes-léninistes) », fondée en octobre 1968. Plus tard, il se rapprochera successivement du Parti socialiste italien, de la CGIL, du PCI, avant de s'éloigner de la politique en 1983.
Entre-temps, il est entré comme ouvrier à l'usine Alcatel Cavi (Alcatel Câbles, initialement Fulgorcavi) de Latina, où il travaillera durant plus de trente ans. Dans les années 1980, profitant d'une période de chômage technique, il passe sa licence de lettres.
Son premier roman Mammut est publié en 1994, après avoir essuyé 55 refus de 33 éditeurs (il l'avait proposé à certains sous différents titres).
En 2003, il publie un récit semi-autobiographique sous le titre Il fasciocomunista (« Le Facho-communiste »), qui remporte le prix Napoli et est adapté au cinéma en 2007 sous le titre Mio fratello è figlio unico.
En 2010, le prix Strega lui est décerné pour son livre Canale Mussolini.
En 2011, il participe au festival littéraire international Metropolis bleu.

## Œuvres
- Mammut. Donzelli, 1994.  (ISBN 978-8-87989-086-1)
- Palude. Storia d'amore, di spettri e trapianti. Donzelli. 1995.  (ISBN 8-87989-572-9)
- Una nuvola rossa. Donzelli. 1998.  (ISBN 978-8-87989-381-7)
- Viaggio per le città del duce. ASEFI. 2003.  (ISBN 978-8-88882-505-2)
- Il fasciocomunista. Mondadori, 2003.  (ISBN 978-8-80456-599-4)
  - Mon frère est fils unique. Le Dilettante, 2007.  (ISBN 978-2-84263-144-4)
- L'autobus di Stalin e altri scritti. Vallecchi, 2005.  (ISBN 978-8-88427-116-7)
- Shaw 150. Storie di fabbrica e dintorni. Mondadori, 2007.  (ISBN 978-8-80455-812-5)
- Fascio e martello. Viaggio per le città del duce. Laterza, 2008.  (ISBN 978-8-84208-720-5)
- Canale Mussolini, Mondadori, 2010.  (ISBN 8-80454-675-1).
  - Canal Mussolini, Liana Levi, 2012.  (ISBN 978-2-86746-585-7).
- Mammut, Mondadori, 2011.  (ISBN 978-88-04-61071-7) (réédition)
  - Mammouth, Liana Levi, 2013.  (ISBN 978-2-86746-649-6).
- Canale Mussolini II, Mondadori, 2010.  (ISBN 978-88-04-68988-1).
  - Diomede, Ed. Globe, 2021  (ISBN 978-2-211-30257-9)